# AEGON Classic 2014
L'AEGON Classic 2014 è stato un torneo di tennis giocato sull'erba. È stata la 33ª edizione dell'AEGON Classic, che fa parte della categoria Premier nell'ambito del WTA Tour 2014. Si è giocato all'Edgbaston Priory Club di Birmingham in Inghilterra dal 9 al 15 giugno 2014.

## Partecipanti

### Teste di serie
| Nazionalità | Giocatrice           | Ranking* | Testa di serie |
| ----------- | -------------------- | -------- | -------------- |
| Serbia      | Ana Ivanović         | 12       | 1              |
| Australia   | Samantha Stosur      | 18       | 2              |
| Stati Uniti | Sloane Stephens      | 19       | 3              |
| Belgio      | Kirsten Flipkens     | 22       | 4              |
| Rep. Ceca   | Lucie Šafářová       | 24       | 5              |
| Rep. Ceca   | Klára Koukalová      | 30       | 6              |
| Slovacchia  | Daniela Hantuchová   | 31       | 7              |
| Slovacchia  | Magdaléna Rybáriková | 34       | 8              |
| Cina        | Zhang Shuai          | 36       | 9              |
| Serbia      | Bojana Jovanovski    | 37       | 10             |
| Stati Uniti | Madison Keys         | 40       | 11             |
| Porto Rico  | Mónica Puig          | 41       | 12             |
| Francia     | Caroline Garcia      | 43       | 13             |
| Giappone    | Kurumi Nara          | 44       | 14             |
| Stati Uniti | Alison Riske         | 45       | 15             |
| Australia   | Casey Dellacqua      | 48       | 16             |

* Le teste di serie sono basate sul ranking al 26 maggio 2014.

### Altri partecipanti
Le seguenti giocatrici hanno ricevuto una wild card per il tabellone principale:
- Naomi Broady
- Johanna Konta
- Heather Watson

Le seguenti giocatrici sono passate dalle qualificazioni:

- Eléni Daniilídou
- Katy Dunne
- Victoria Duval
- Irina Falconi
- Ljudmyla Kičenok
- Nadežda Kičenok
- Tamira Paszek
- Aleksandra Wozniak

La seguente giocatrice è entrata in tabellone come Lucky loser:
- Tímea Babos

## Campioni

### Singolare
Ana Ivanović ha sconfitto in finale  Barbora Záhlavová-Strýcová per 6-3, 6-2.
- È il quattordicesimo titolo in carriera per la Ivanović, il terzo del 2014.

### Doppio
Raquel Kops-Jones /  Abigail Spears hanno sconfitto in finale  Ashleigh Barty /  Casey Dellacqua per 7-6(1), 6-1.